# Peugeot 207
Peugeot 207 – samochód osobowy klasy aut miejskich produkowany przez francuską markę Peugeot w latach 2006–2012.

## Historia modelu

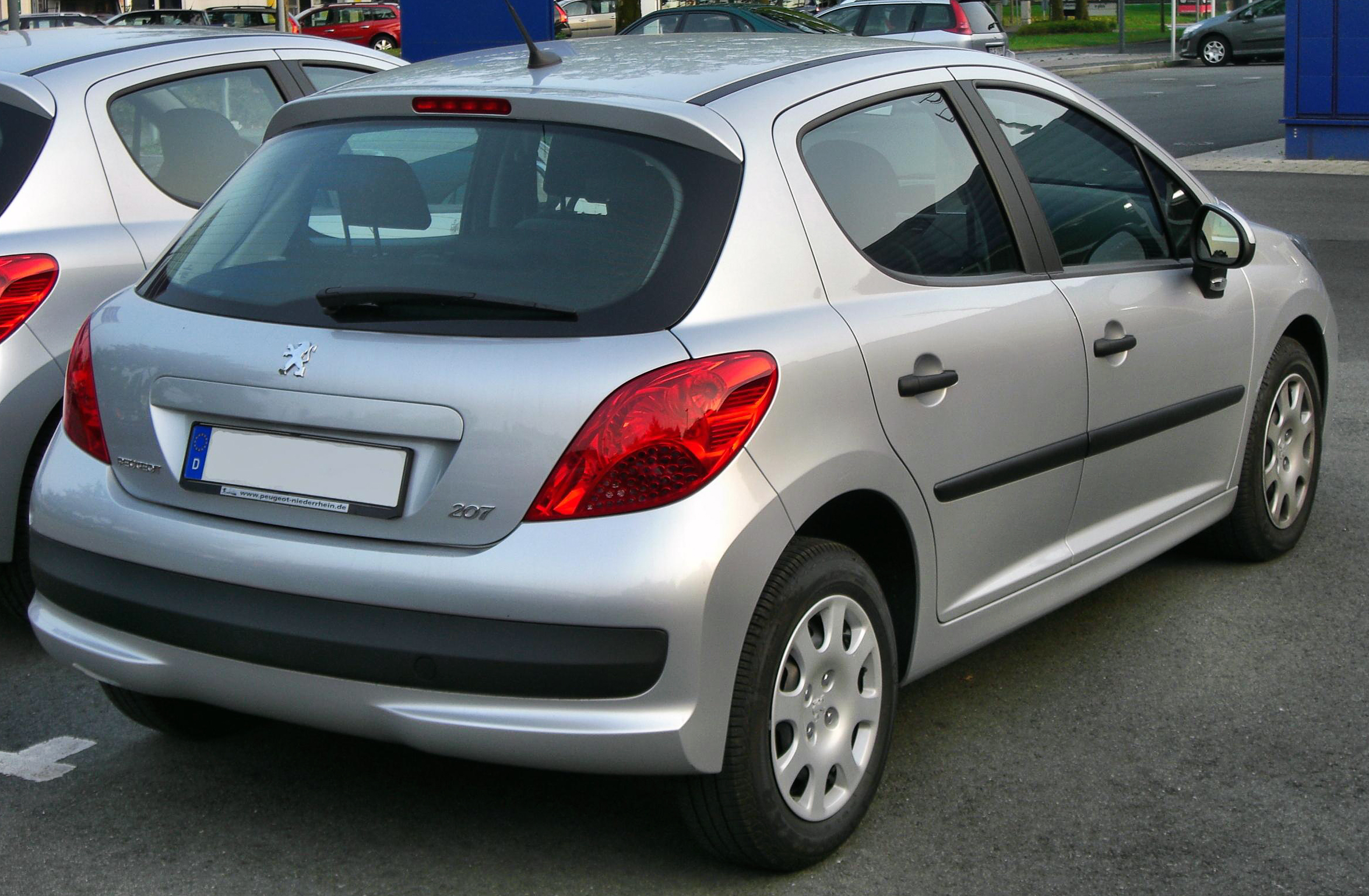
Peugeot 207 – tył

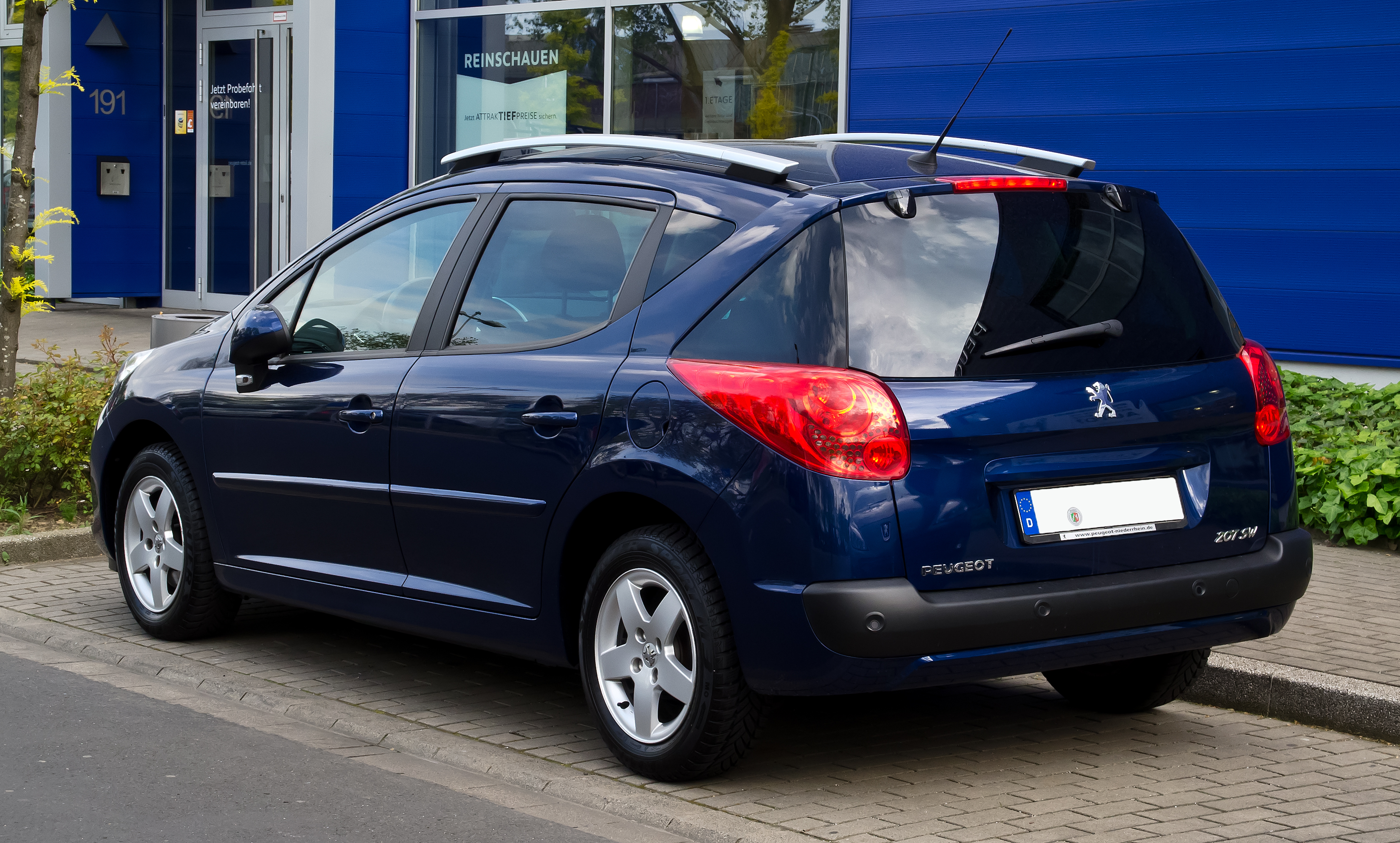
Peugeot 207 SW – tył

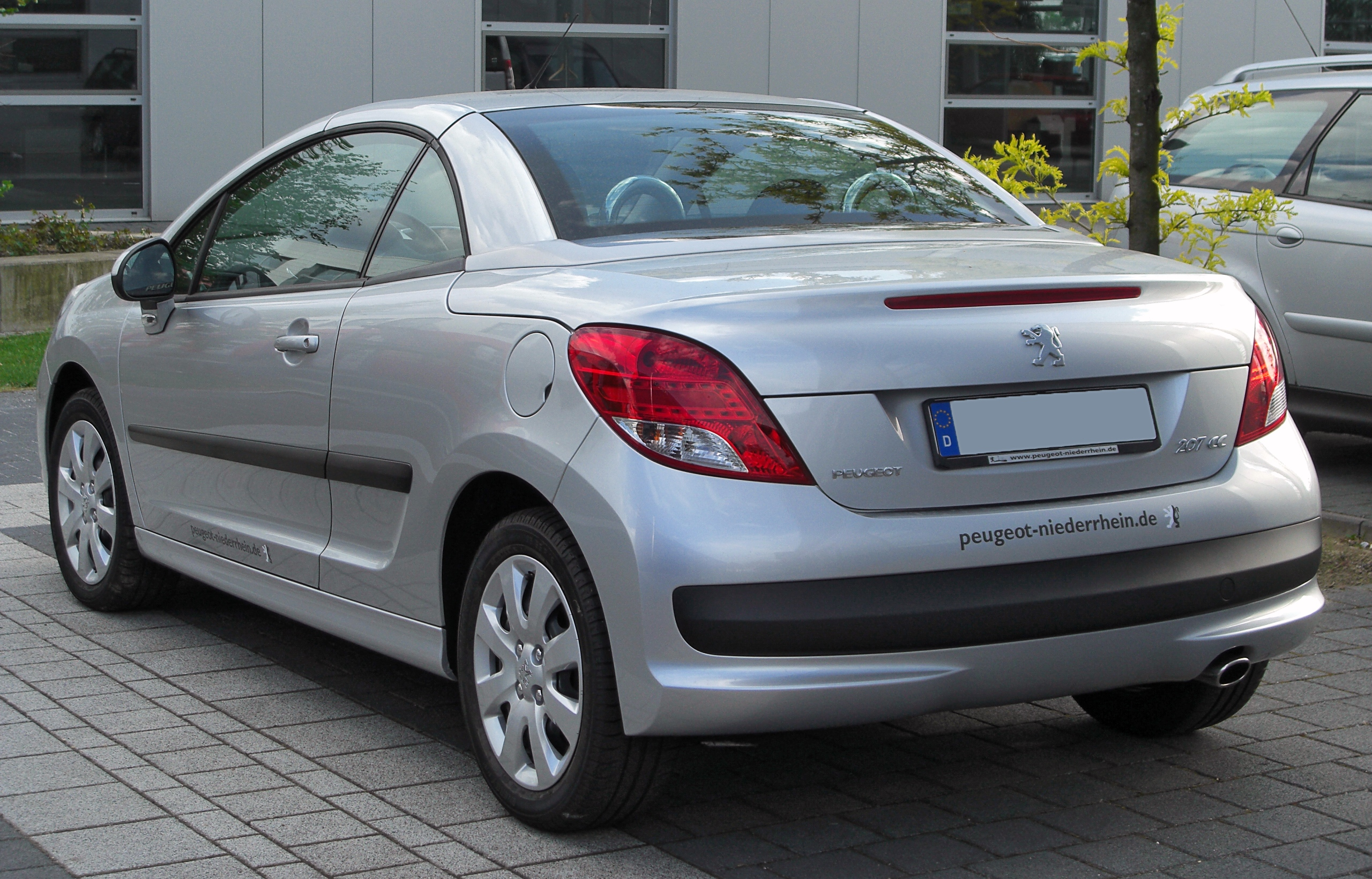
Peugeot 207 CC – tył

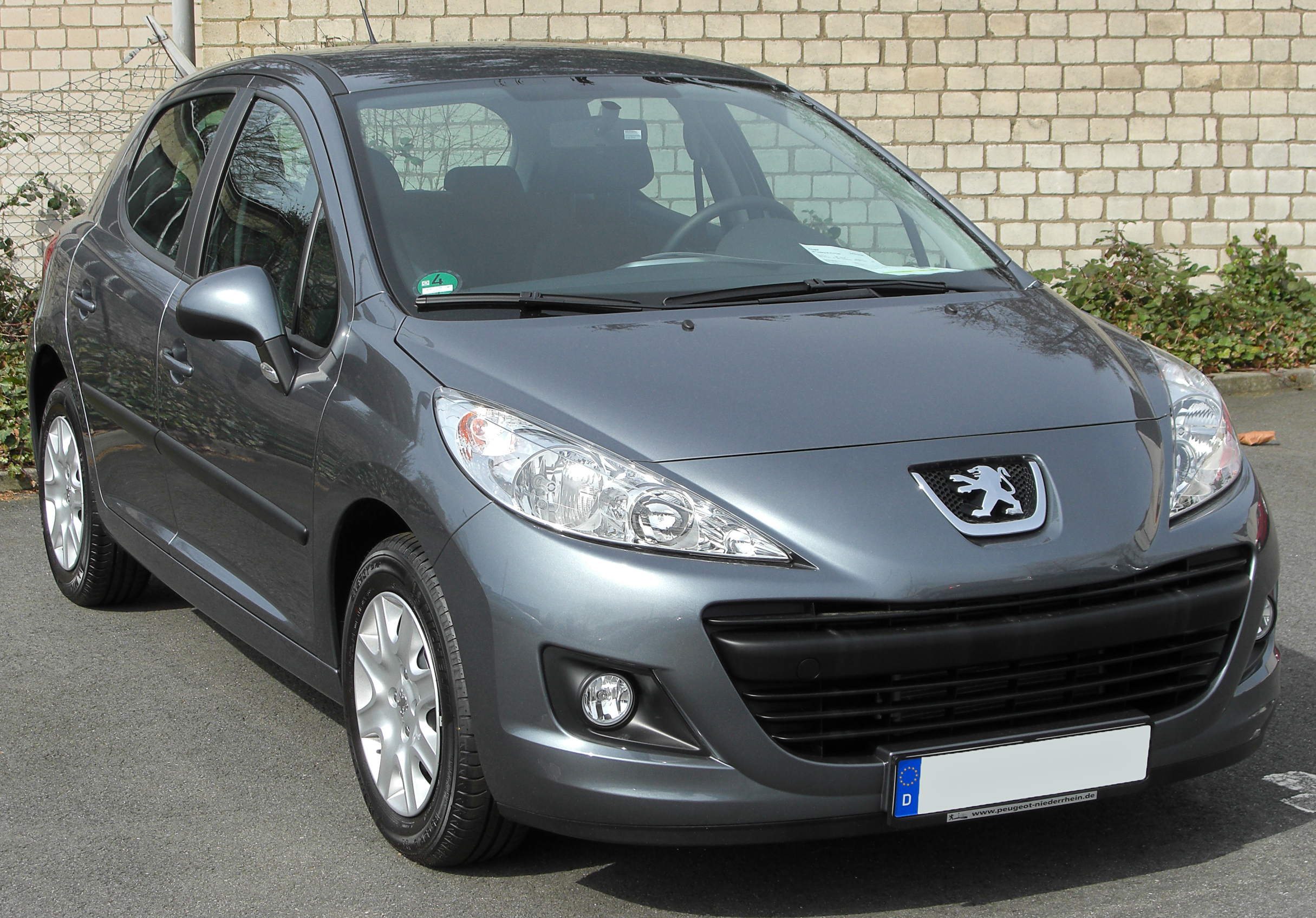
Peugeot 207 po liftingu – przód

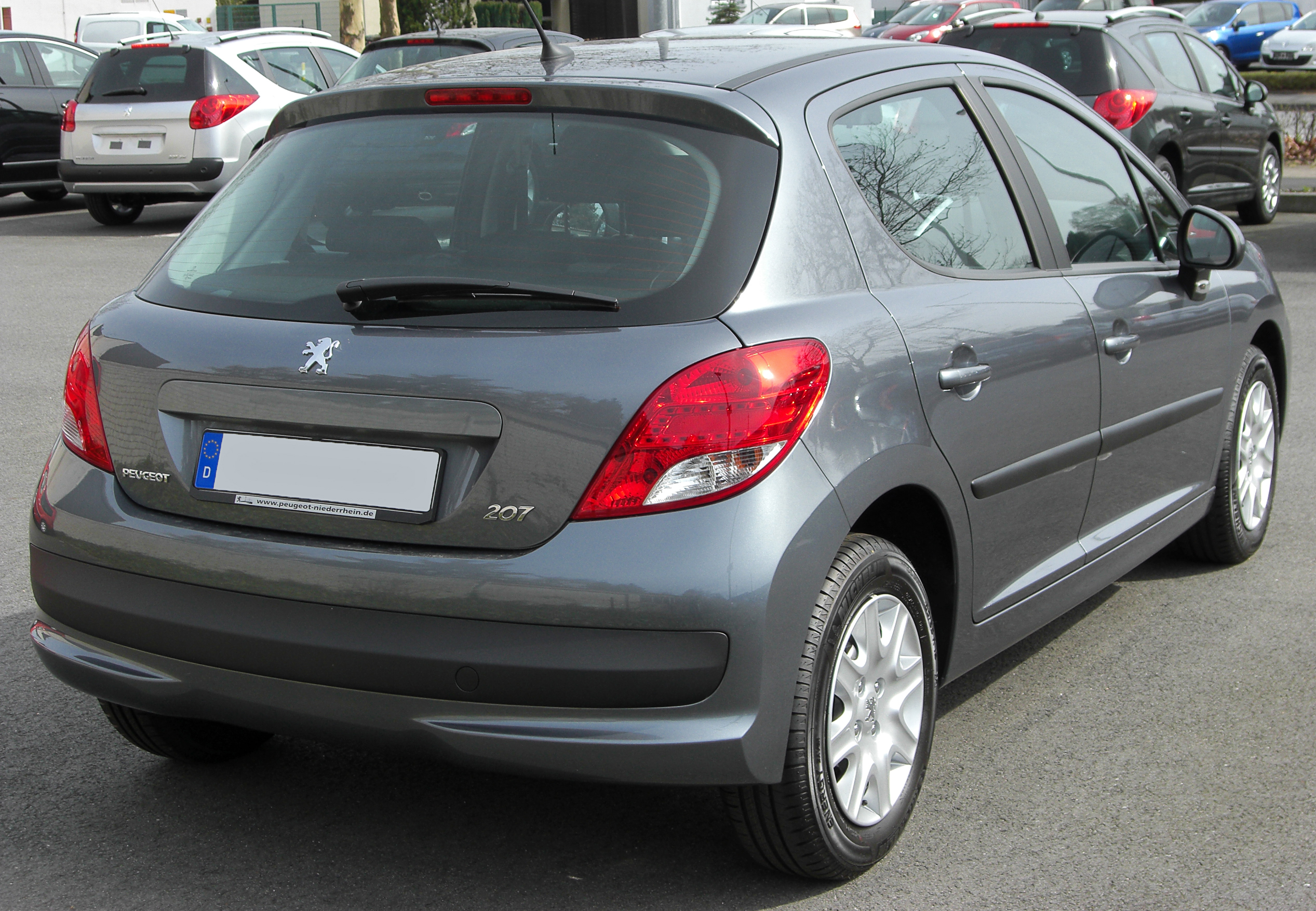
Peugeot 207 – tył po liftingu

Peugeot przedstawił następcę popularnego 206 w 2006 roku. Nowy model – 207 – występował w tych samych wersjach nadwozia co poprzednik, czyli hatchback 3d i 5d, kombi oraz kabriolet. W porównaniu poprzednikiem model wyróżniał się znacznie przestronniejszą kabiną i większym bagażnikiem. W tym samym roku zaprezentowano także dwa modele studyjne: 207 RCup – prawdopodobnego następcę Peugeota 206 WRC oraz 207 epure – koncept nadwozia dla 207 CC (coupé-cabriolet). Model 207 CC dołączył do gamy samochodów 207 w kwietniu 2007 roku, a wiosną 2008 do sprzedaży trafił kombi – 207 SW. W czerwcu 2009 roku przeprowadzono facelifting nadwozia – zmieniono przedni zderzak oraz przemodelowano przednie reflektory i tylne lampy. Model cieszył się tak dużą popularnością wśród aut miejskich, że mimo oficjalnie zakończonej produkcji w 2012 roku i wprowadzeniu do sprzedaży modelu 208 produkcja i sprzedaż była kontynuowana jeszcze przez dwa lata do 2014 roku jako model 207+, który niczym nie różnił się od modelu 207 po liftingu.

### Sprzedaż
W 2007 roku 207 była najczęściej kupowanym autem w Europie (437,144 egzemplarzy), w 2008 roku natomiast drugim (406,163 egzemplarzy) pod względem wielkości sprzedaży po VW Golfie.

### Silniki
Oferta jednostek benzynowych zaczyna się od 73- (170 km/h; 0–100 km/h w 13,9 s), 88-konnego (180 km/h; 0–100 km/h w 12,7 s) silnika 1.4, oraz 95-konnego silnika 1.4 VTi (0-100 km/h w 12,1 s), a tymczasowo kończy na motorze 1.6 o mocy 120 KM (194 km/h; 0–100 km/h w 10,6 s).
Występuje również wersja GT o mocy 150 km -(210 km/h; 0–100 km/h w 8,1 s).
Oraz najmocniejsza dostępna wersja RC o mocy 174 km -(220 km/h; 0–100 km/h w 7,1 s). Najmocniejsza wersja Peugeota 207, na rynku brytyjskim była sprzedawana pod nazwą GTI.
| Silnik                          | Moc maksymalna [KM] (kW) | Prędkość maksymalna [km/h] | Przyspieszenie 0-100 km/h [s] |
| ------------------------------- | ------------------------ | -------------------------- | ----------------------------- |
| Silniki benzynowe:              |                          |                            |                               |
| 1,4 8V                          | 73                       | 170                        | 14,4                          |
| 1,4 16V                         | 88                       | 180                        | 12,7                          |
| 1,4 VTI                         | 95                       | 185                        | 12,1                          |
| 1,6 16V                         | 109                      | 194                        | 10,6                          |
| 1.6 VTI                         | 120                      | 200                        | 9,6                           |
| 1,6 THP                         | 150                      | 205                        | 8,2                           |
| 1,6 THP RC                      | 175                      | 220                        | 7,1                           |
| Silniki o zapłonie samoczynnym: |                          |                            |                               |
| 1,4 HDi                         | 68                       | 166                        | 15,1                          |
| 1,6 HDi                         | 90                       | 182                        | 11,5                          |
| 1,6 HDi                         | 109                      | 193                        | 10,4                          |

Oferta diesli to dwa silniki – mniejszy 1,4 o mocy 68 KM (166 km/h, 0–100 km/h w 15,1 s) i większy 1,6 o mocy 90 (182 km/h; 0–100 km/h w 11,5 s) bądź 110 KM (193 km/h; 0–100 km/h w 10,1 s). Średnie spalanie kształtuje się na poziomie, odpowiednio, 4,5 i 4,8 litra oleju napędowego na 100 km.